# اللغف (المزاحمية)
مركز اللغف هو مركزٌ إداري تابعٌ لمحافظة المزاحمية في منطقة الرياض ، ويصنف من فئة (ب) ورمزها 1392.